# Neanthes brandti
Neanthes brandti är en ringmaskart som först beskrevs av Anders Johan Malmgren 1865.  Neanthes brandti ingår i släktet Neanthes och familjen Nereididae. Inga underarter finns listade i Catalogue of Life.